# Tollensreagens

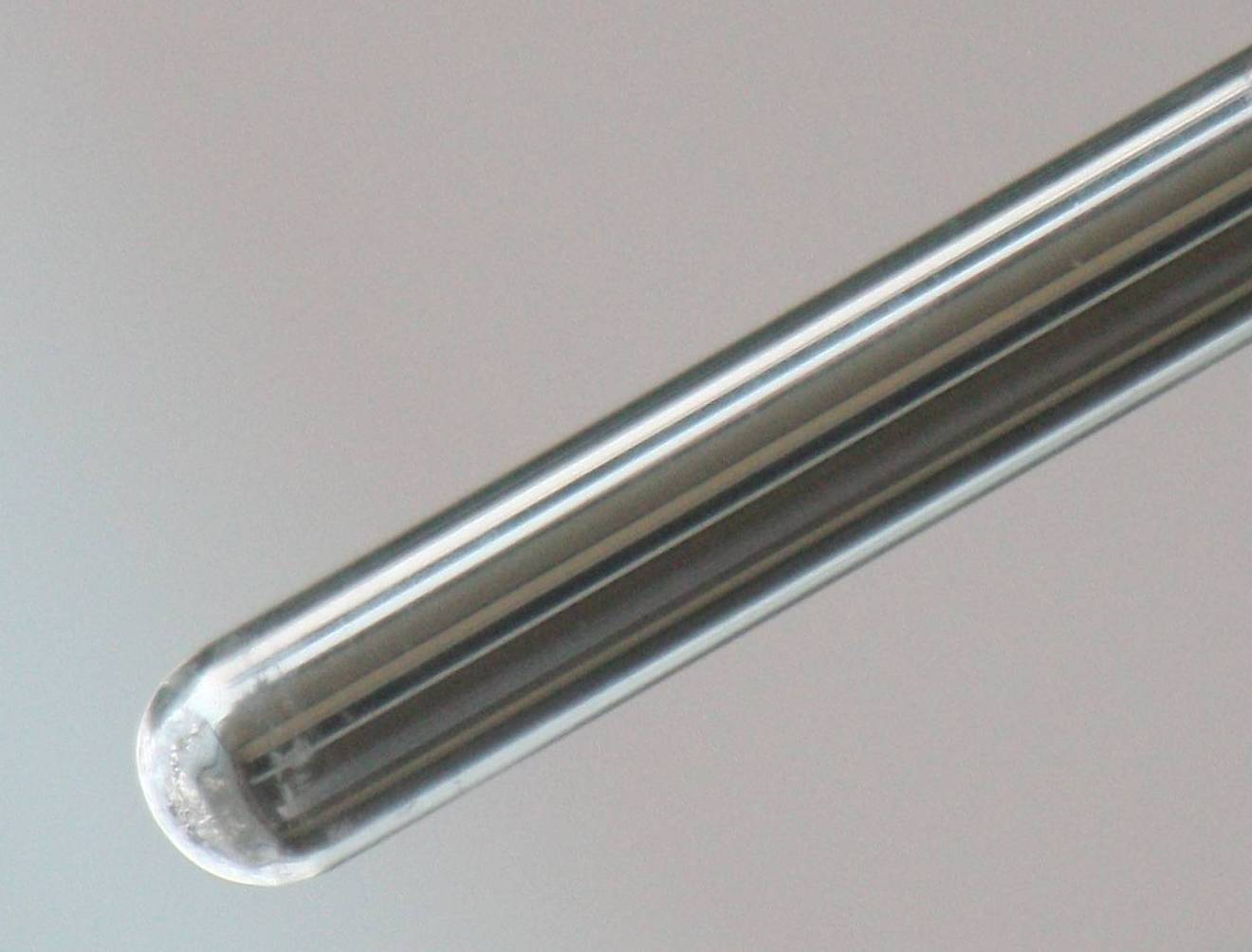
Een zilverspiegel die gevormd is in een proefbuis na een positieve test met het tollensreagens en een aldose.

Tollensreagens is een kwalitatief reagens: een ammoniakale zilveroplossing, waarin de zilverionen zijn omringd door ammoniakmoleculen als ligand. Het werd genoemd naar de Duitse scheikundige Bernhard Tollens.
Wanneer het Ag(NH3)2+-complex (argentodiammine) met een aldehyde reageert, vormt zich een "zilverspiegel". Hierdoor is dit reagens geschikt om aldehyden aan te tonen. De test werd in de suikerchemie vaak gebruikt om aldosen van ketosen te onderscheiden: met aldosen wordt een zilverspiegel gevormd, met ketosen niet.
Tollensreagens moet altijd vers bereid worden en mag nooit langer dan een paar uur bewaard worden. Nadat de test uitgevoerd is moet het ontstane mengsel aangezuurd worden met verdund zuur. Deze maatregelen moeten voorkomen dat er zilvernitride (Ag3N) gevormd wordt, wat een zeer slaggevoelige, explosieve verbinding is.